# Heaven’s Gate (Film)
Heaven’s Gate (englisch: Himmelstor) ist ein US-amerikanischer Spätwestern von Michael Cimino aus dem Jahr 1980. Die Handlung spielt um 1890 im US-Bundesstaat Wyoming. Hintergrund ist der historische Johnson County War, in dem amerikanische Großfarmer versuchten, osteuropäische Einwanderer zu vertreiben.
Das ambitionierte Geschichtsepos, dessen Produktionskosten während des Drehs explodierten und es zu einem der bis dahin teuersten Filme überhaupt machten, wurde von der Kritik verrissen und vor allem kommerziell zu einem der größten Flops der Kinogeschichte. Erst später erfuhr der Film – vor allem in Europa – eine gewisse Würdigung.

## Handlung
Im Prolog des Films machen die beiden jungen Männer Jim Averill und William C. „Billy“ Irvine im Jahr 1870 ihren Abschluss an der Harvard University. Während der ausgelassenen Feierlichkeiten der Absolventen kommen sich Averill und eine junge schöne Frau näher.
20 Jahre später ist Averill Sheriff von Johnson County, wo der Kampf zwischen den einheimischen Rinderbaronen und armen europäischen Einwanderern tobt. Seinen Idealismus der Studienzeit scheint er längst verloren zu haben. An die damalige Begegnung mit der jungen Frau erinnert ein gemeinsames Foto der beiden. Averill trifft seinen alten Studienfreund Billy Irvine wieder, der nun Mitglied der einflussreichen Ranchervereinigung Wyoming Stock Growers Association ist. Im betrunkenen Zustand erzählt dieser Averill von der Existenz einer Todesliste mit 125 Namen. Dabei handelt es sich um arme Einwanderer, die den Großgrundbesitzern wegen wiederholter Fälle von Viehdiebstahl ein Dorn im Auge sind und deshalb zur Ermordung freigegeben sind. Mit Billigung des Gouverneurs und auf Anweisung des Vorstands der Ranchervereinigung, Frank Canton, sollen Auftragskiller aus Texas die Morde begehen.
Ella Watson, Chefin eines Bordells, steht ebenfalls auf der Todesliste, weil sie neben Geld auch Vieh als Zahlungsmittel für ihre Dienstleistung akzeptiert. Sie sympathisiert mit den Einwanderern und ist zudem hin- und hergerissen zwischen zwei Männern: dem Sheriff Averill und Nathan Champion, einem Scharfschützen in Diensten der Viehbesitzer. Averill gelingt es, in den Besitz der Todesliste zu kommen und die eingewanderten Siedler zu warnen. Währenddessen trifft Cantons Mörderbande ein; Männer dringen in Ellas Bordell ein und vergewaltigen sie. Averill erschießt die Vergewaltiger. Als Champion erfährt, was Ella angetan wurde, wechselt er die Seiten und stellt sich gegen seinen ehemaligen Chef Canton. Nur kurze Zeit später wird Champion in einem Schusswechsel getötet. Schließlich führt Averill die Siedler in das Feuergefecht gegen Cantons Männer. Es gibt hohe Verluste auf beiden Seiten, unter anderem stirbt auf Seiten der Viehbesitzer auch Billy Irvine. Erst das Eintreffen der US Army beendet den blutigen Kampf. Als später Averill und Ella die Gegend verlassen wollen, geraten sie in einen von Canton inszenierten Hinterhalt. Ella stirbt in Averills Armen, aber auch Canton wird getötet.
In einem Epilog sieht man Averill im Jahr 1903 auf seiner Yacht in Newport. Er ist offensichtlich wohlhabend und wieder mit seiner ehemaligen Jugendliebe aus Harvard zusammen, jedoch wirkt er unglücklich.

## Hintergründe

### Vorgeschichte und Filmproduktion
Regisseur Michael Cimino hatte gerade für seinen Antikriegsfilm Die durch die Hölle gehen mehrere Oscars gewonnen, weshalb ihm das produzierende Studio United Artists bei seinem neuen Projekt, einem gesellschaftskritischen Spätwestern, weitestgehend freie Hand ließ. Die Studioverantwortlichen waren von dem Drehbuch und den Vorstellungen Ciminos nachhaltig „überwältigt“. Im Laufe der Arbeiten kam es zu Verzögerungen und Budgetüberschreitungen; in der Branche machte der Witz die Runde, dass Cimino wegen seines geradezu manischen Perfektionismus bereits nach vier Drehtagen fünf Tage im Rückstand sei. Der Abriss und Neubau einer kompletten Straßenkulisse für mehr als eine Million US-Dollar, nur weil Cimino die Gebäude zu dicht standen – und das, obwohl die Kulisse exakt nach seinen Plänen errichtet worden war – zeigte mehr als deutlich, dass die Produktion völlig aus dem Ruder gelaufen war. United Artists unterstützte die Dreharbeiten jedoch bis zuletzt. Das Budget, das für einen Western bereits mit ungewöhnlich hohen 20 Millionen US-Dollar veranschlagt worden war, lag am Ende mehr als doppelt so hoch. Schließlich waren 220 Stunden Filmmaterial im Kasten.

### Veröffentlichung und nachfolgende Überarbeitungen
Als Cimino nach acht Monaten Schnitt seinen Film mit einer vereinbarungswidrigen Laufzeit von fünf Stunden fünfundzwanzig Minuten United Artists vorstellte, ordnete das Studio an, den Film auf eine vermarktungsfähige Länge zusammenzuschneiden. Bei der Premiere am 19. November 1980 war der Film mit drei Stunden und 39 Minuten immer noch sehr lang. Die Kritiken waren vernichtend. Die New York Times etwa sprach von einer „Katastrophe“ und verglich den Film mit einer „erzwungenen Vier-Stunden-Führung durchs eigene Wohnzimmer“. Diese und weitere Verrisse traten eine „Lawine der Ablehnung“ los. Neben häufig genannten Mängeln wie einer sich wiederkehrend verzettelnden und ermüdenden Handlung richtete sich ein Teil der Kritik auch gegen die als „unpatriotisch“ empfundene Revision des amerikanischen Gründungsmythos. Warum aber auch Filmkritiker, die für ihre differenzierten und gesellschaftskritischen Positionen bekannt waren und dem Projekt ursprünglich sehr wohlwollend gegenübergestanden hatten, in einen geradezu hämisch-gehässigen Chor des Totalverrisses einstimmten, ist unklar. Eine Rolle scheint dabei gespielt zu haben, dass vielen die großspurigen Ankündigungen des Shootingstars Cimino missfielen, der während des Drehs nicht müde geworden war zu betonen, man sei dabei, ein Meisterwerk zu schaffen.
United Artists nahmen den Film nach einer Woche wieder aus den Kinos und ließ Cimino den Film neu schneiden. Ein halbes Jahr später wurde eine um weitere 70 Minuten gekürzte Fassung in die Kinos gebracht, die mit 4,5 Millionen aber nur knapp ein Zehntel der rund 44 Millionen US-Dollar Kosten einspielen konnte. Kurz nachdem die stark gekürzte Fassung aus den Kinos verschwunden war, wurde die 219-minütige Premierenfassung beim Kabelsender Z Channel in Los Angeles als „Director’s Cut“ gezeigt. Dies war das erste Mal in der Filmgeschichte, dass eine so bezeichnete Schnittfassung in die Vermarktung ging. Auf Filmfestivals im Jahr 2005 war eine restaurierte Fassung von Heaven’s Gate zu sehen (225 Minuten bei 24 Bildern pro Sekunde). Diese Fassung wurde aber nur auf Festivals gezeigt. 2012 restaurierte Criterion den Directors Cut und Recut und veröffentlichte diese auf DVD und Blu-ray. Die Blu-ray-Version ist gegenüber der DVD-Fassung leicht gekürzt. 2014 veröffentlichte Steven Soderbergh unter seinem des Öfteren für Schnittarbeiten verwendeten Pseudonym Mary Ann Bernard eine 2006 erstellte, inoffizielle, 107 Minuten lange Version, die er als „The Butcher's Cut“ bezeichnet. Als Motivation gibt er an, „dass ein Fan gelegentlich so besessen werden kann, dass er dem Objekt seiner Besessenheit gegenüber gewalttätig wird.“ 2018 wurden die von Capelight restaurierten Filmeditionen auch im deutschsprachigen Raum veröffentlicht.

### Folgen für die beteiligten Künstler
Für Regisseur Cimino, dem nach seinem Erfolg mit Die durch die Hölle gehen eine glänzende Zukunft vorausgesagt worden war, wurde es in den folgenden Jahren praktisch unmöglich, einen amerikanischen Produzenten für seine Filmprojekte zu gewinnen. Mit dem fünf Jahre später von Dino De Laurentiis produzierten Gangsterfilm Im Jahr des Drachen konnte Cimino einen Teil der US-amerikanischen Filmkritiker wieder für sich gewinnen, seine nachfolgenden Filme blieben jedoch erneut hinter den Erwartungen zurück.
Isabelle Huppert konnte nach Heaven’s Gate nicht im US-Filmgeschäft Fuß fassen, ging zurück nach Frankreich und wurde im europäischen Arthouse-Kino erfolgreich. Kris Kristofferson wurde nach eigenen Aussagen „eine Zeit lang unvermarktbar“.

### Auswirkungen auf das Filmgeschäft
Die Transamerica Corporation reagierte auf den Misserfolg des Films mit dem Verkauf der Produktionsfirma United Artists an Metro-Goldwyn-Mayer und zog sich damit vollständig aus dem Filmgeschäft zurück. Der Vorstand hatte befürchtet, die heftige Kritik an dem Film könne dem Image des Unternehmens nachhaltig schaden. Die weit verbreitete Annahme, dass United Artists wegen dieses Misserfolgs habe Konkurs anmelden müssen, ist jedoch nicht richtig. Der Verlust war zwar ein schwerwiegender Schlag, allerdings konnte das Studio mit der erfolgreichen James-Bond-Reihe auf eine einträgliche, dauerhafte Geldquelle zurückgreifen.
Heaven’s Gate markiert den Punkt in der Geschichte Hollywoods, an dem die Studios wieder deutlich mehr Einfluss auf die Filmproduktion nahmen: „[…] die Macht eines Regisseurs, die so weit ging, ein ganzes Studio in den Bankrott zu treiben, sei gebrochen worden“.
Bekannt wurden auch Vorwürfe bezüglich Tierquälereien bei den Dreharbeiten, so soll ein Hahnenkampf nicht gestellt gewesen sein, sondern wirklich stattgefunden haben. Während der Produktion des Films kamen drei Pferde zu Tode, eines davon wurde bei einer Explosion zerfetzt. Die Vorwürfe führten dazu, dass seit Heaven’s Gate von US-Studios produzierte Filme mit Tieren noch intensiver als zuvor von der American Humane Association beaufsichtigt wurden.
Der Misserfolg von Heaven’s Gate führte dazu, dass Produzenten während der 1980er zunächst die Finger vom Thema Western ließen. 1985 gab der Western mit Silverado und Pale Rider – Der namenlose Reiter zwar noch einmal ein kurzes Zwischenspiel, 1988 gefolgt von Young Guns – Sie fürchten weder Tod noch Teufel, aber erst der nicht nur kommerzielle, sondern auch an sieben Oscars messbare Erfolg von Der mit dem Wolf tanzt (1990) rehabilitierte den Western kurzzeitig. Zu dem von manchem erhofften Revival des Genres kam es allerdings nicht: Zwar wurde in der ersten Hälfte der 1990er Jahre wieder ein knappes Dutzend mehr oder weniger bedeutende Western produziert, danach dann aber fast 10 Jahre lang gar keine mehr. In den folgenden Jahren kamen wieder vereinzelt Western ins Kino, zuletzt Django Unchained (2012) und The Hateful Eight (2015), diese blieben aber singuläre Erfolge.

## Kritiken

### Kritiken zur Erstfassung
Der Film hat ein Rating von 57 % auf Rotten Tomatoes (bei 47 ausgewerteten Kritiken)
- Lexikon des internationalen Films: „Geschichte eines Einschüchterungsfeldzuges amerikanischer Großfarmer gegen osteuropäische Einwanderer, der in einem Blutbad endet. Aufwendiger, imposanter Spätwestern, der soziale Anklage, pessimistisch-kritische Geschichtssicht und wehmütigen Abgesang auf die Legenden des Westens beschwört.“[1]
- Süddeutsche Zeitung: „Zivilisationskritik mit detailbesessener Gnadenlosigkeit, die nur in den Bildern steckt und der Worte kaum noch bedarf.“
- Prisma Online: „Ein groß angelegtes Epos nach einem wahren Vorfall, dem ‚Johnson County War‘: Im Stile Peckinpahs inszenierte Cimino einen Spätwestern, der in beeindruckenden und realistischen Bildern eine pessimistische Abrechnung mit dem Mythos des ‚Goldenen Westens‘ präsentiert.“
- Das große Film-Lexikon: „In überaus harten und realistischen Bildern beschreibt Cimino in diesem Spätwestern den historisch belegten Weidekrieg […] In einer Zeit, in der im Zuge des Amtsantritts von Ronald Reagan eine Phase der nationalen Selbsterneuerung begonnen hatte, mußte Ciminos Werk wie ein Schlag ins Gesicht wirken.“[5]
- Richard Corliss in Time 2005: „mit einer gewissen suizidalen Grandeur, wie eine Herde Büffel, die ins Maschinengewehr-Sperrfeuer reitet.“[13]
- Dieter Krusche urteilt zur in Deutschland, Anfang 1985 gezeigten (fast) integralen Fassung: man könne sehen, „daß der große Skandal in der Tat von einem großen Film verursacht worden war. Cimino erzählt seine Geschichte in einer faszinierenden Mischung aus besessener Detailschilderung und visionärer Kraft. Das Alltagsleben der Menschen im amerikanischen Westen ist selten so realistisch, so nah an der deprimierenden Wirklichkeit geschildert worden; aber gleichzeitig sind die Protagonisten des Films auch Symbole großer Ideen und Visionen. Soziale Gegensätze kulminieren in gewaltigen und gewalttätigen Konfrontationen; daneben gibt es lyrische Passagen von schlichter und selbstverständlicher Schönheit.“[14]
- Der Spiegel 1980: „Auch ein Katastrophenfilm: Der 40-Millionen-Dollar-Western „Heaven’s Gate“ („Himmelstor“) wurde zur größten Pleite der letzten zehn Jahre … Der Reinfall, längst fällige Bestätigung der alten Erkenntnis, daß Ausstattung und Atmosphäre allein nicht helfen, wenn die Story mangelhaft gebaut ist, bedeutet möglicherweise das Ende des Regisseur-Kinos in Hollywood. Nach Enttäuschungen mit teuren Filmen wie etwa Woody Allens „Stardust Memories“ (20 Millionen) oder Steven Spielbergs „1941“ (40 Millionen), so argwöhnt die Branche, werden die Studios die Selbständigkeit auch der Star-Regisseure wieder beschneiden. Mitte nächsten Jahres soll „Himmelstor“, um mindestens eine Stunde gekürzt, noch mal herauskommen. Zusätzliche Kosten: rund 10 Millionen Dollar.“

### Kritiken zu nachfolgenden Editionen
Michael Hanisch schrieb zur ersten restaurierten Fassung aus dem Jahr 2005 Filmdienst: „Es ist wie so häufig mit einst behinderten oder verbotenen Filmen: Wenn man sie heute sieht, kann man nur schwer begreifen oder nachvollziehen, was den Skandal eigentlich auslöste. […] Doch welche Kraft muss solch ein Werk haben, wenn es seine Sogwirkung auch noch am kleinen schmalen Bildschirm voll entfalten kann! […] Grübeln über mögliche Gründe für das herbeigeredete Fiasko: ‚Heaven’s Gate‘ sei ‚unpatriotisch‘, zeige in aller Ausführlichkeit und opernhafter Monumentalität, wie sehr dieses Land auf Brutalität und nackter Gewalt errichtet worden ist. Doch wie viele Filme aus Amerika davor und danach haben das schon gezeigt?“
Als der komplett restaurierte Film auf den Internationalen Filmfestspielen von Venedig 2012 anlief und auf dem New York Film Festival gezeigt wurde, schrieben The Independent und Financial Times von einem „Meisterwerk“.

## Auszeichnungen
- Nominiert für die Goldene Palme (Cannes) 1981
- Nominiert für den Oscar 1982 in der Kategorie „Beste Ausstattung“ (Tambi Larsen, James L. Berkey)
- Nominiert für die Goldene Himbeere 1981 in den Kategorien „Schlechtester Film“, „Schlechteste Regie“ (Michael Cimino), „Schlechtester Schauspieler“ (Kris Kristofferson), „Schlechtestes Drehbuch“ (Cimino) und „Schlechteste Filmmusik“ (David Mansfield). Gewonnen wurde schließlich der Preis für die „Schlechteste Regie“.
- Ehrenlöwe (Persol Award) für Michael Cimino bei den 69. Internationalen Filmfestspiele von Venedig 2012.[15]

## Deutsche Synchronisation
Quelle: Deutsche Synchronkartei
| Darsteller         | Sprecher            | Rolle              |
| ------------------ | ------------------- | ------------------ |
| Kris Kristofferson | Volker Lechtenbrink | James Averill      |
| John Hurt          | Eckart Dux          | Billy Irvine       |
| Christopher Walken | Helmut Zierl        | Nathan D. Champion |
| Jeff Bridges       | Rainer Schmitt      | John L. Bridges    |
| Terry O’Quinn      | Horst Stark         | Captain Menardi    |
| Richard Masur      | Rolf Jülich         | Cully              |
| Brad Dourif        | Holger Mahlich      | Eggleston          |
| Isabelle Huppert   | Monika Barth        | Ella Watson        |
| Sam Waterston      | Volkert Kraeft      | Frank Canton       |
| Geoffrey Lewis     | Gottfried Kramer    | Fred               |
| Tom Noonan         | Peter Kirchberger   | Jake               |
| Joseph Cotten      | Harald Halgardt     | Reverend Doctor    |

## Rezeption

### Dokumentarfilm
- Michael J. Epstein: Final Cut: The Making and Unmaking of Heaven’s Gate. New York. 2004. 79 min.